# Trubar
Trubar je naseljeno mjesto u gradu Bihaću, Federacija Bosne i Hercegovine, BiH.

## Zemljopis
Trubar se prostire južno i jugoistočno od Osredaka i Malog Cvjetnića od kojih ga dijeli planina Vučijak i uvala Kordina Draga. Na zapadu su Lički Osredci i Dugopolj i rijeka Una. Od Bosanskog Grahova s juga dijeli ga kosa Ujilice i njen niži dio Lijeska od sela Tiškovac, na istoku su vrhovi Metle i Bobare koji dijele selo od Kamenice. Prostor sela je kamenito, "vrletno" i bezvodno tlo. Tek mjestimično ima obradivog zemljišta i bez kamena. Vode su Točak Dolovski, Jasikovac i Kruškovac. Samo je jedan izvor po imenu Točak, ali on opskrbljuje samo dio sela.

## Povijest
Na Trubaru ima više tragovova nekadašnjih naselja. Na Džidovini je bilo staro groblje, jer tu ima ostataka nadgrobnih ploča. Na Gradini je nađeno hrbina i bakrenih predmeta. Postoji još nekoliko starinskih suhozida.
U Trubaru je pravoslavna crkva Rođenja Presvete Bogorodice.
Za vrijeme Drugog svjetskog rata ovdje se dogodio zločin nad hrvatskim stanovništvom.
Do potpisivanja Daytonskog mirovnog sporazuma bilo je u sastavu općine Drvar.

## Stanovništvo

### 1991.
Nacionalni sastav stanovništva 1991. godine, bio je sljedeći:
ukupno: 312
- Srbi - 312

### 2013.
Nacionalni sastav stanovništva 2013. godine, bio je sljedeći:
ukupno: 64
- Srbi - 63
- Hrvati - 1

## Vanjske poveznice
- Satelitska snimka  Arhivirana inačica izvorne stranice od 10. kolovoza 2020. (Wayback Machine)